# Parapallene hospitalis
Parapallene hospitalis là một loài nhện biển trong họ Callipallenidae. Loài này thuộc chi Parapallene. Parapallene hospitalis được miêu tả khoa học năm 1908 bởi Loman.